# Prince Ital Joe
Joseph „Joe” Paquette, lepiej znany jako Prince Ital Joe (ur. 5 maja 1963 w Roseau, Dominika, zm. 16 maja 2001 w Phoenix) – amerykański wokalista reggae i eurodance pochodzenia dominickiego. Najbardziej jest znany ze współpracy z Markym Markiem, z którym nagrał dwa albumy. Zagrał także w filmie sensacyjnym Wybraniec śmierci (1990) ze Stevenem Seagalem oraz serialach telewizyjnych: Okrutne ulice (1997) jako Quami i Gracze (1998).

## Życiorys
Urodził się w Roseau, mieście Wspólnoty Dominiki. W 1976, kiedy miał 13 lat wraz z rodzicami przeniósł się do Brooklynu w Nowym Jorku. Po ukończeniu szkoły średniej Joe przeprowadził się do Kalifornii, aby realizować swoje marzenia o aktorstwie i rozrywce. Joe pracował przez ponad dziesięć lat na prywatnych imprezach i w klubach w Hollywood, a w latach 1988-1990 jako promotor koncertów na Karaibach, podobnie jak Ziggy Marley. W 1993 podjął współpracę z raperem Markym Markiem i wydał dwa albumy Life in the Streets (1994) i Remix Album (1995). Zaśpiewał również gościnnie w piosence „Respect” (1995) zespołu Tha Dogg Pound.
Współpracował też z takimi artystami jak Suge Knight, Coolio i Snoop Doggy Dogg, a także Dr. Dre podczas realizacji płyty Death Row Records (1991), Tha Dogg Pound – Dogg Food (1995), 2Pac The Don Killuminati: The 7 Day Theory (1996), Daz Dillinger Retaliation, Revenge and Get Back (1998). Pozostał w branży muzycznej aż do śmierci. Prince Ital Joe wystąpił również u boku legendarnego Stevena Seagala w filmie Wybraniec śmierci z 1990 roku. Prowadził także sklep kulturowy o nazwie Jah Juice, którego był właścicielem i operatorem - mieścił się on na rogu bulwarów Hollywood i Cahuenga, był on stałym elementem Hollywood przez ponad dekadę.

## Śmierć
16 maja 2001 w Phoenix w stanie Arizona zginął w wypadku samochodowym. Joseph Paquette znany jako Prince Ital Joe zmarł w drodze do swojego domu w południowym Los Angeles. Został wyrzucony z samochodu, którym podróżował po pęknięciu opony. Z raportów policyjnych wynika, że w chwili wypadku siedzący z przodu Prince Ital Joe nie miał zapiętych pasów bezpieczeństwa. Kierujący pojazdem zapięty pasami nie odniósł obrażeń, a inny pasażer, który według doniesień także nie miał zapiętych pasów bezpieczeństwa, był w stanie krytycznym lecz przeżył. Joe był jedyną ofiarą tego wypadku. Pozostawił żonę, córkę, matkę i trzech braci.

## Dyskografia

### ZMarky Markiem

#### Albumy
- 1994: Life in the Streets
- 1995: The Remix Album

#### Single
- „Happy People”
- „Life in the Streets”
- „United”
- „Babylon”
- „Rastaman Vibration”